# Boa Vista do Gurupi
Boa Vista do Gurupi is een gemeente in de Braziliaanse deelstaat Maranhão. De gemeente telt 7.895 inwoners (schatting 2009).